# Yanto Basna
Rudolof Yanto Basna oder kurz Yanto Basna (* 12. Juni 1995 in Sorong) ist ein indonesischer Fußballspieler.

## Karriere

### Verein
Das Fußballspielen lernte Yanto Basna bei Deportivo Indonesia und Sriwijaya FC in Palembang auf der Insel Sumatra. 2014 unterschrieb er seinen ersten Vertrag in Tenggarong bei Mitra Kukar FC, einem Verein, der in der zweiten Liga, der Liga 2, spielte. Hier absolvierte er 22 Spiele. Im Jahr 2016 wechselte er nach Bandung zu Persib Bandung. Der Verein spielte in der Indonesia Soccer Championship A. Nach 18 Spielen ging er 2017 nach Palembang und schloss dich dem Sriwijaya FC an. 2018 verließ er Indonesien und wechselte nach Thailand. Hier unterschrieb er einen Vertrag beim Zweitligisten Khon Kaen FC in Khon Kaen. Nach einem Jahr und 27 Spielen unterschrieb er 2019 einen Kontrakt bei thailändischen Erstligisten Sukhothai FC, einem Verein, der in Sukhothai beheimatet ist. 2020 wechselte er nach Prachuap, wo er sich dem Ligakonkurrenten PT Prachuap FC anschloss. Für Prachuap absolvierte er 19 Ligaspiele. Ende Dezember 2021 wurde sein Vertrag aufgelöst. Von Januar 2022 bis April 2022 war er vertrags- und vereinslos. Am 1. Mai 2022 verpflichtete ihn der indonesische Erstligist Bhayangkara FC. Für den Verein aus der Hauptstadt Jakarta kam er jedoch nicht zum Einsatz. Am 1. September 2023 schloss er sich bis Jahresende 2023 dem Zweitligisten Kalteng Putra an. Nach acht Zweitligaspielen kehrte er im Januar 2024 nach Thailand zurück. Hier schloss er sich seinem ehemaligen Verein, dem PT Prachuap FC, an. Für Prachuap absolvierte er ein Ligaspiele. Im Sommer 2024 wurde sein Vertrag nicht verlängert.

### Nationalmannschaft
2014 lief Yanto Basna zweimal für die U-23-Nationalmannschaft von Indonesien auf.
Seit 2016 stand er 10 Mal für die indonesische Fußballnationalmannschaft auf dem Spielfeld.

## Erfolge
Nationalmannschaft
- Fußball-Südostasienmeisterschaft

2. Platz: 2016